# Classe Niterói
La classe Niterói è una classe di fregate della Marinha do Brasil. Le unità della classe sono state ordinate nel 1970 ai cantieri Vosper Thornycroft, e hanno costituito la prima grande operazione di ammodernamento della flotta brasiliana basata all'epoca prevalentemente su cacciatorpediniere FRAM ex-United States Navy aggiornati
Le prime quattro unità sono state ordinate con una configurazione specifica per la lotta antisommergibile, le altre due con un armamento multiruolo; un'ultima unità, entrata in servizio nel 1985, è configurata come nave da addestramento. Dopo essere state interessate da un programma di ammodernamento tra il 1996 e il 2006, sei delle sette unità sono, al 2024, ancora in servizio attivo nei ranghi della flotta brasiliana; la capoclasse Niterói è stata invece posta in disarmo nel 2019.

## Il progetto

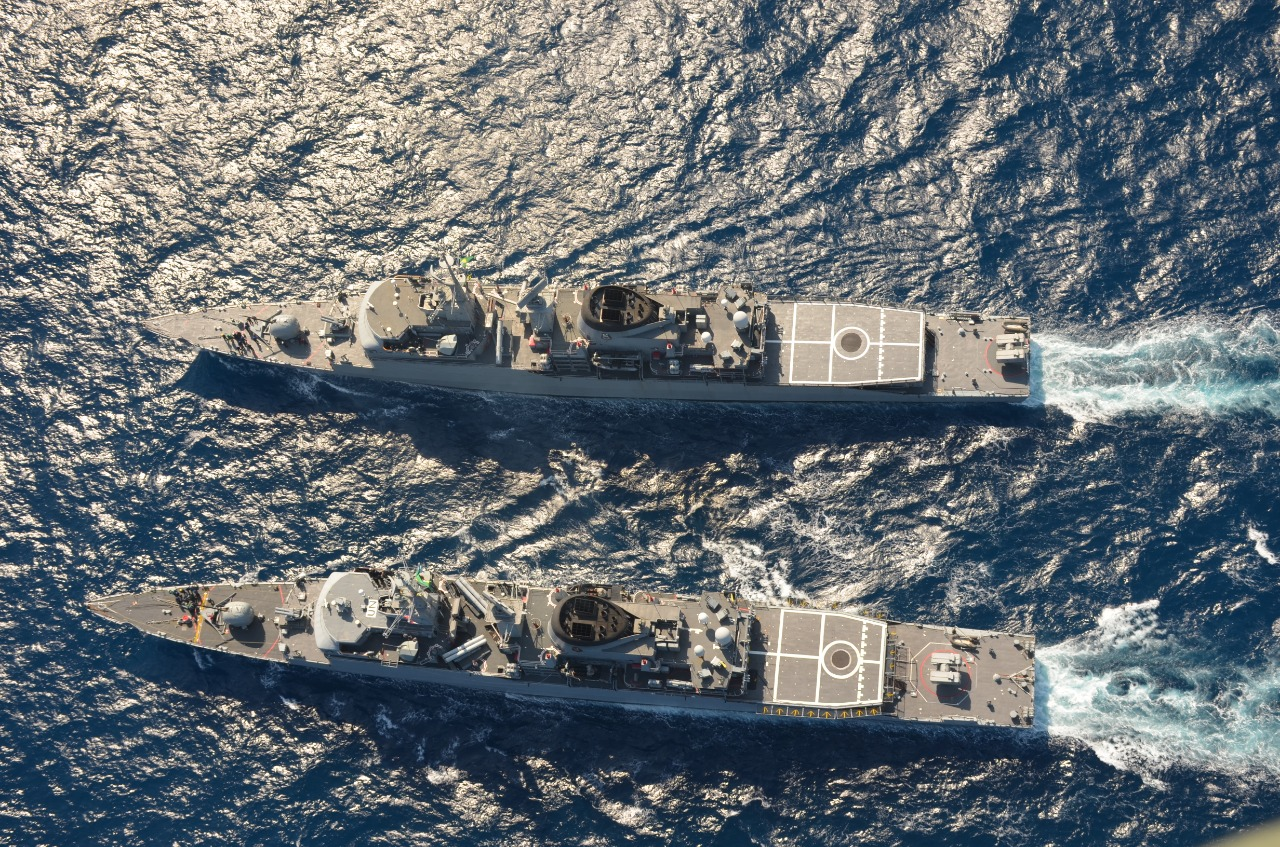
Veduta a volo d'uccello della União (tipo ASW, in alto) e della Liberal (tipo GP, in basso) mentre procedono affiancate durante un'esercitazione nel 2016

Pur presentandosi come una delle maggiori marine militari dell'intera America meridionale, all'inizio de 1970 la Marinha do Brasil basava la sua flotta principalmente su unità risalenti all'epoca della seconda guerra mondiale o costruite negli anni 1950; la linea del naviglio da combattimento di superficie, in particolare, era composta principalmente da cacciatorpediniere di provenienza statunitense, unità di surplus della United States Navy costruite negli anni del conflitto e poi cedute nel dopoguerra agli Stati amici dopo alcuni lavori di modernizzazione. A cavallo tra la fine degli anni 1960 e l'inizio degli anni 1970, la Marina brasiliana aveva quindi avviato una serie di programmi per dotarsi di unità di nuova costruzione e di moderna concezione, stipulando una serie di contratti con costruttori navali europei.
Nell'ambito di questo piano di modernizzazione, il contratto più importante venne siglato il 29 settembre 1970 dal governo brasiliano con la ditta britannica Vosper Thornycroft: il contratto era relativo alla costruzione di sei moderne fregate dotate di armamento missilistico, basate sul progetto di massima delle fregate classe Type 21 in costruzione in quegli stessi anni da parte della stessa Vosper per conto della Royal Navy. Secondo il contratto, la realizzare le prime quattro unità sarebbe avvenuta nei cantieri della Vosper di Southampton mentre le ultime due sarebbero state assemblate presso l'arsenale della Marina brasiliana di Rio de Janeiro, con conseguente trasferimento di know-how e conoscenze tecnologiche a favore dell'industria brasiliana. Il contratto previde inoltre l'acquisto da parte brasiliana di missili, dotazioni e parti di ricambio britannici per equipaggiare le nuove unità, nonché l'acquisizione di nove elicotteri Westland Lynx con capacità anti-sommergibili da impiegare in parte sulle stesse nuove fregate.
Le unità assegnate ai cantieri britannici furono impostate a partire dal 1972, con due unità messe in costruzione quell'anno seguite da una terza nel 1974 e una quarta nel 1975; le unità di costruzione britannica entrarono poi in servizio tra il 1976 e il 1978. La costruzione delle due unità assegnate all'arsenale di Rio de Janeiro procedette molto più lentamente: impostate nel giugno 1972, le due unità entrarono in servizio tra il 1979 e il 1980. Sfruttando il progetto delle Niterói i brasiliani realizzarono poi, tra il 1981 e il 1986, una settima unità, dotata dello stesso scafo e sistemazioni di bordo ma priva di armamento e da impiegare unicamente per funzioni di addestramento degli equipaggi.

## Caratteristiche

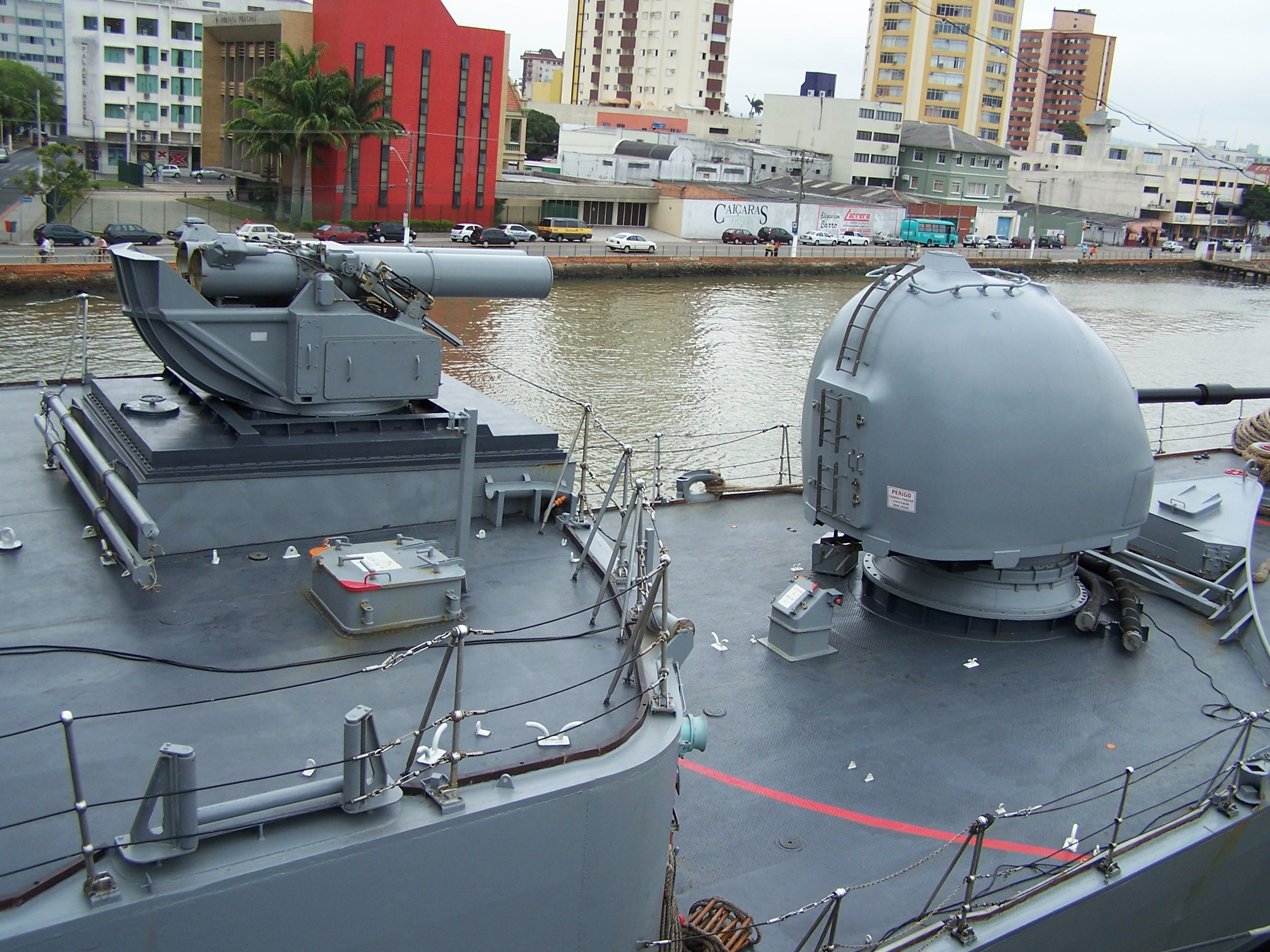
L'armamento prodiero della Independência fotografato nel 2004: a sinistra l'impianto binato lanciarazzi Bofors 375 mm, a destra la torretta del cannone da 114 mm

Lo scafo delle Niterói presenta una lunghezza fuori tutto di 129,2 metri, una larghezza di 13,5 metri e un pescaggio di 4,2 metri (che saliva a 5,94 metri in corrispondeva degli apparati sonar); alal costruzione il dislocamento standard era di 3250 tonnellate, ma saliva a 3800 tonnellate con le unità a pieno carico. L'equipaggio ammonta a 201 tra ufficiali, sottufficiali e marinai.
Il sistema propulsivo è di tipo CODOG, con una combinazione di due turbine a gas Rolls-Royce Olympus TM3B dalla potenza di 56 000 hp (42 000 kW) per le manovre ad alta velocità, e quattro motori diesel MTU 16V956 TB91 su due assi dalla potenza di 15 760 hp (11 750 kW) per l'andatura alla velocità di crociera. L'apparato garanticse una velocità massima di 30 nodi con le turbine e di 22 nodi con i diesel; l'autonomia ammonta a circa 5300 miglia alla velocità di crociera di 17 nodi.
Esclusa la Brasil dedicata all'addestramento, le sei unità della classe sono suddivise in due gruppi con funzioni tattiche diverse, distinti per dotazioni di armi e sensori: quattro unità sono ottimizzate per la lotta anti-sommergibili (in inglese anti-submarine war o ASW), mentre altre due hanno una funzione più multiruolo (general purpose o GP). Alla costruzione le unità ASW imbarcavano un armamento di artiglieria basato su un cannone da 114 mm Mk. 8 collocato in torretta a prua e due cannoni Bofors 40 mm antiaerei in impianti singoli collocati ai lati del torrione del ponte di comando; sempre alla difesa antiaerei erano deputati due lanciatori tripli per missili terra-aria Sea Cat con 60 missili di scorta, collocati a poppa delle sovrastrutture. L'armamento anti-sommergibili comprendeva invece un lanciarazzi binato Bofors 375 mm collocato a prua dietro alla torretta del cannone da 114 mm, mentre all'estremità dello scafo a poppa era collocato un lanciatore singolo "Branik" per il lancio di missili Ikara, armi di piccola mole, praticamente dei razzi alati che scaricano un siluro Mk 46 a distanze massime di 20–25 chilometri; sempre in funzione anti-sommergibili erano poi installati due impianti tripli di tubi lanciasiluri da 324 mm per siluri Mk 46, nonché una ferroguida per il lancio di cinque cariche di profondità. Le unità tipo GP montavano invece una seconda torretta con un cannone da 114 mm al posto dell'impianto "Branik" di poppa, oltre a due lanciatori binati per missili antinave Exocet collocati al centro dello scafo nello spazio tra il torrione di comando prodiero e il fumaiolo poppiero. Sia le unità ASW che quelle GP presentavano a poppa un hangar e un ponte di volo per operare un elicottero Westland Lynx.
L'apparato sensori comprendeva, per le unità ASW, un impianto radar di scoperta aerea AWS-2, un radar di scoperta di superficie ZW-06, due radar di direzione del tiro RTN-10X, un radar di guida per i missili Ikara, un sonar di scafo EDO-610E e un sonar a profondità variabile variabile EDO700E (assente nelle unità tipo GP); in funzione difensiva erano inoltre installati una suite di contromisure elettroniche RDL-2/3 e due lanciatori per inganni radar.
Nel 1989 venne lanciato un programma di ammodernamento di armi e sensori delle Niterói, anche sulla base delle esperienze maturate dalle similari fregate britanniche durante la precedente guerra delle Falkland; i primi contratti per gli interventi di modernizzazione vennero siglati nel 1995 con varie ditte italiane, e i relativi lavori portati a termine in più lotti tra il 1996 e il 2006. Gli interventi hanno riguardato l'ammodernamento dei sensori, in particolare con l'imbarco di moderni radar di scoperta aerea RAN-20S e radar di controllo del tiro RTN-30X forniti dall'allora Selenia; nel campo degli armamenti, gli obsoleti impianti di lancio per missili antiaerei Sea Cat sono stati sostituiti da un impianto a otto celle "Albatros" per il lancio dei più moderni missili Aspide di origine italiana, mentre le unità tipo ASW hanno sbarcato l'impianto "Branik" per missili Ikara imbarcando però, come le unità tipo GP, due lanciatori binati per missili Exocet, nella versione migliorata MM-40. Anche gli impianti lanciasiluri e i cannoni antiaerei da 40 mm sono stati modernizzati.

## Unità
| Marinha do Brasil - Classe Niterói | Marinha do Brasil - Classe Niterói | Marinha do Brasil - Classe Niterói | Marinha do Brasil - Classe Niterói | Marinha do Brasil - Classe Niterói | Marinha do Brasil - Classe Niterói |
| Nome                               | Costruttore                        | Varo                               | Entrata in servizio                | Tipo                               | Stato                              |
| ---------------------------------- | ---------------------------------- | ---------------------------------- | ---------------------------------- | ---------------------------------- | ---------------------------------- |
| Niterói (F40)                      | Vosper Thornycroft                 | 8 febbraio 1974                    | 20 novembre 1976                   | ASW                                | In disarmo dal 2019                |
| Defensora (F41)                    | Vosper Thornycroft                 | 27 marzo 1975                      | 5 marzo 1977                       | ASW                                | In servizio attivo                 |
| Constituição (F42)                 | Vosper Thornycroft                 | 15 aprile 1976                     | 31 marzo 1978                      | GP                                 | In servizio attivo                 |
| Liberal (F43)                      | Vosper Thornycroft                 | 15 aprile 1976                     | 31 marzo 1978                      | GP                                 | In servizio attivo                 |
| Independência (F44)                | Arsenale di Rio del Janeiro        | 2 settembre 1974                   | 3 settembre 1979                   | ASW                                | In servizio attivo                 |
| União (F45)                        | Arsenale di Rio del Janeiro        | 14 marzo 1975                      | 17 settembre 1980                  | ASW                                | In servizio attivo                 |
| Brasil (U27)                       | Arsenale di Rio del Janeiro        | 23 settembre 1983                  | 21 agosto 1986                     | Unità addestrativa                 | In servizio attivo                 |